# Новая Афина
Новая Афина — российский разработчик одноименной автоматизированной банковской системы.

## История компании
В 1993 году компания ПрограмБанк начала разработку новой банковской системы в клиент-серверной архитектуре на базе СУБД Oracle. Изначально система имела рабочее название «Unix-комплекс», вскоре она получила имя «Афина» (от слов автоматизация и финансы). На рынок система вышла в 1997 году, была успешно внедрена в семи банках.
Весной 1998 года разработка и поддержка системы была передана в совместное предприятие компаний «ПрограмБанк» и «Диасофт», которое получило название «Диасофт+Програмбанк». Затем компания стала называться «Новая Афина».

## Достижения, роль на рынке
Наиболее значимые достижения компании — внедрение в расчётный центр Сбербанка России, а также автоматизация головного отделения и всех филиалов Банка ВТБ.
Компания «Новая Афина» имеет более 40 клиентов — это банки и другие кредитные организации России и стран СНГ, небанковские организации России, а также представительства и дочерние банки иностранных банков и международных финансовых компаний.
8 клиентов компании входят в Top-50, а 13 клиентов — в Top-100 по размеру активов среди российских банков.
Среди клиентов «Новой Афины» — 7 представительств известных иностранных банков в России.

## Продукты
Основным продуктом компании является информационная система управления банковской деятельностью Новая Афина (АБС). Система реализована в архитектуре «клиент-сервер» на базе СУБД Oracle (СУБД). Система позволяет организовать IT-поддержку деятельности многофилиальных сетей крупных российских банков.